# Isabelle Peretz
Isabelle Peretz est une chercheuse québécoise née à Bruxelles en 1956 spécialisée dans l'étude du « cerveau musical », domaine d'étude neurologique qu'elle a fondé.

## Biographie
Isabelle Peretz a une formation de guitariste classique. 
C’est à l’Université libre de Bruxelles que la chercheuse obtient un baccalauréat, une maîtrise et un doctorat en sciences psychologiques. Elle s’installe à Montréal en 1984 pour y réaliser des travaux explorant les liens entre les circuits corticaux et une cognition qui serait spécifiquement musicale et différente du langage. Dès 1986, Isabelle Peretz rejoint le Département de psychologie de l’Université de Montréal à titre de professeure. 
Elle fut « la première à défendre l'idée que le cerveau dispose de réseaux corticaux spécialisés permettant de percevoir et de goûter la musique ».
Ses travaux ont permis de démontrer qu'il existe une base physiologique à l'amusie.
En 2005, elle a cofondé le Laboratoire international pour la recherche sur le cerveau, la musique et le son (BRAMS, abréviation de Brain, Music, and Sound research).
La revue Science a affirmé que son travail avait « fondamentalement changé notre compréhension de la façon dont le cerveau analyse et traite la musique ».
Isabelle Peretz est membre du conseil scientifique du Centre européen de musique.

## Prix et distinctions
- 2009 : Prix Acfas Jacques-Rousseau pour ses travaux en neurologie[4].
- 2011 : Prix Plasticité neuronale de la Fondation Ipsen
- 2015 : Prix d’excellence du Fonds de recherche du Québec – Nature et technologies
- 2018 : Membre de l'Ordre du Canada[5].
- 2018 : Officière de l’Ordre national du Québec
- 2020 : Prix Armand-Frappier, Prix du Québec soulignant le développement d’une institution de recherche ou à l'administration et à la promotion de la recherche[6]

## Publications
- (en) Montreal Battery of Evaluation of Amusia, University of Montreal, 2003, 58 p.
- Apprendre la musique. Nouvelles des neurosciences, Odile Jacob, 2018, 160 p.